# Левин, Филип
Филип Левин (англ. Philip Levine ; 10 августа 1900, Клецк — 18 октября 1987, Нью-Йорк) — американский врач-иммуногематолог и серолог. Доктор медицины (1967), член Национальной академии наук США (1966) и Нью-Йоркской академии наук (1977).

## Биография
Родился в многодетной еврейской семье — шестой из семерых детей Мориса Левина и Фаи Цирулик. В 1908 году вместе с родителями эмигрировал в США, семья обосновалась в Бруклине, где Левин окончил среднюю школу. В 1925 окончил Корнеллский университет. В 1925 стал помощником Карла Ландштейнера в Рокфеллеровском университете, а с 1932 в Висконсинском университете; с 1935 в Неварк-госпитале, затем в 1944—1965 в иммуногематологическом отделении фирмы «ОРТО» и одновременно с 1954 года в отделении генетики и эволюции человека Колумбийского университета. В 1969 году Американское общество клинической патологии основало Премию имени Филипа Левина за клинические исследования. Филип Левин опубликовал свыше 200 научных работ, посвящённых изучению групп крови.

## Публикации
- «On Individual Differences in Human Blood» (1928);
- «On the Inheritance of Agglutinogens of Human Blood Demonstrable by Immune Agglutinins» (1928);
- «On Isoagglutinin Reactions of Human Blood Other Than Those Defining the Blood Groups» (1929);
- «On Differentiation in the Sulpestifer Group and on Resistance to Phage» (1936);
- «Blood Groups and Transfusion» (1933).

## Награды и признание
- 1946 — Премия Ласкера-Дебейки по клиническим медицинским исследованиям[2]
- 1951 — Passano Award[англ.]
- 1975 — Премия Уильяма Аллана[англ.]